# Teatre de titelles de Bakú
El Teatre de titelles de Bakú (àzeri: 'Azərbaycan Dövlət Kukla Teatrı') Es troba a l'Avinguda Neftchiler de la ciutat de Bakú a l'Azerbaidjan. Va ser dissenyat el 1910 per l'arquitecte polonès Józef Płoszko, inicialment com un teatre cinema francès del Renaixement. Els titelles creixien en grandària des d'uns pocs centímetres fins al doble de la mida humano. L'edifici del teatre va ser construït al Bulevard Bakú, quan no hi havia vegetació encara. El sistema de ventilació d'escapament va ser reemplaçat per una ventilació forçada. Quan el cinema es va obrir al públic al juny de 1910, el govern va anunciar les característiques del canvi total de l'aire. El 1921, segons el projecte de l'arquitecte local Zivar-bey Akhmadbeyov, el teatre va ser reconstruït com a teatre "Satyragite". Des de 1931 el teatre té la seva funció actual, arribant a ser independent el 1965.